# Dhuys et Morin-en-Brie
Dhuys et Morin-en-Brie ist eine französische Gemeinde mit 825 Einwohnern (Stand: 1. Januar 2022) im Département Aisne in der Region Hauts-de-France. Sie wurde mit Wirkung vom 1. Januar 2016 als Commune nouvelle durch die Zusammenlegung der bisherigen Gemeinden und nachmaligen Communes déléguées Artonges, La Celle-sous-Montmirail, Fontenelle-en-Brie und Marchais-en-Brie durch ein Dekret vom 10. September 2015 gebildet. Sie gehört zur Region Hauts-de-France, zum Département Aisne, zum Arrondissement Château-Thierry und zum Kanton Essômes-sur-Marne.

## Lage
Dhuys et Morin-en-Brie ist die südlichste Gemeinde des Départements Aisne. Sie liegt am Fluss Petit Morin, 43 Kilometer östlich von Meaux an der Grenze zu den Départements Seine-et-Marne und Marne. Nachbargemeinden von Dhuys et Morin-en-Brie sind Viffort und Montlevon im Norden, Pargny-la-Dhuys und Corrobert im Nordosten, Montmirail im Osten, Mécringes im Südosten, Montenils und Rieux im Süden, Montolivet, Montdauphin und Vendières im Südwesten, L’Épine-aux-Bois im Westen sowie Rozoy-Bellevalle im Nordwesten. Dhuys et Morin-en-Brie ist.

## Geschichte
Die Gemeinde Dhuys et Morin-en-Brie wurde mit Wirkung vom 1. Januar 2016 als Commune nouvelle aus der Fusion der bisherigen Gemeinden und heutigen Communes déléguées Artonges, La Celle-sous-Montmirail, Fontenelle-en-Brie und Marchais-en-Brie durch ein Dekret vom 10. September 2015 gebildet.

## Bevölkerungsentwicklung
| Jahr                                                                  | 1962 | 1968 | 1975 | 1982 | 1990 | 1999 | 2006 | 2021 |
| --------------------------------------------------------------------- | ---- | ---- | ---- | ---- | ---- | ---- | ---- | ---- |
| Einwohner                                                             | 720  | 672  | 564  | 532  | 600  | 637  | 704  | 823  |
| Quellen: Cassini und INSEE (bis 2006 Addition der Vorgängergemeinden) |      |      |      |      |      |      |      |      |

## Sehenswürdigkeiten

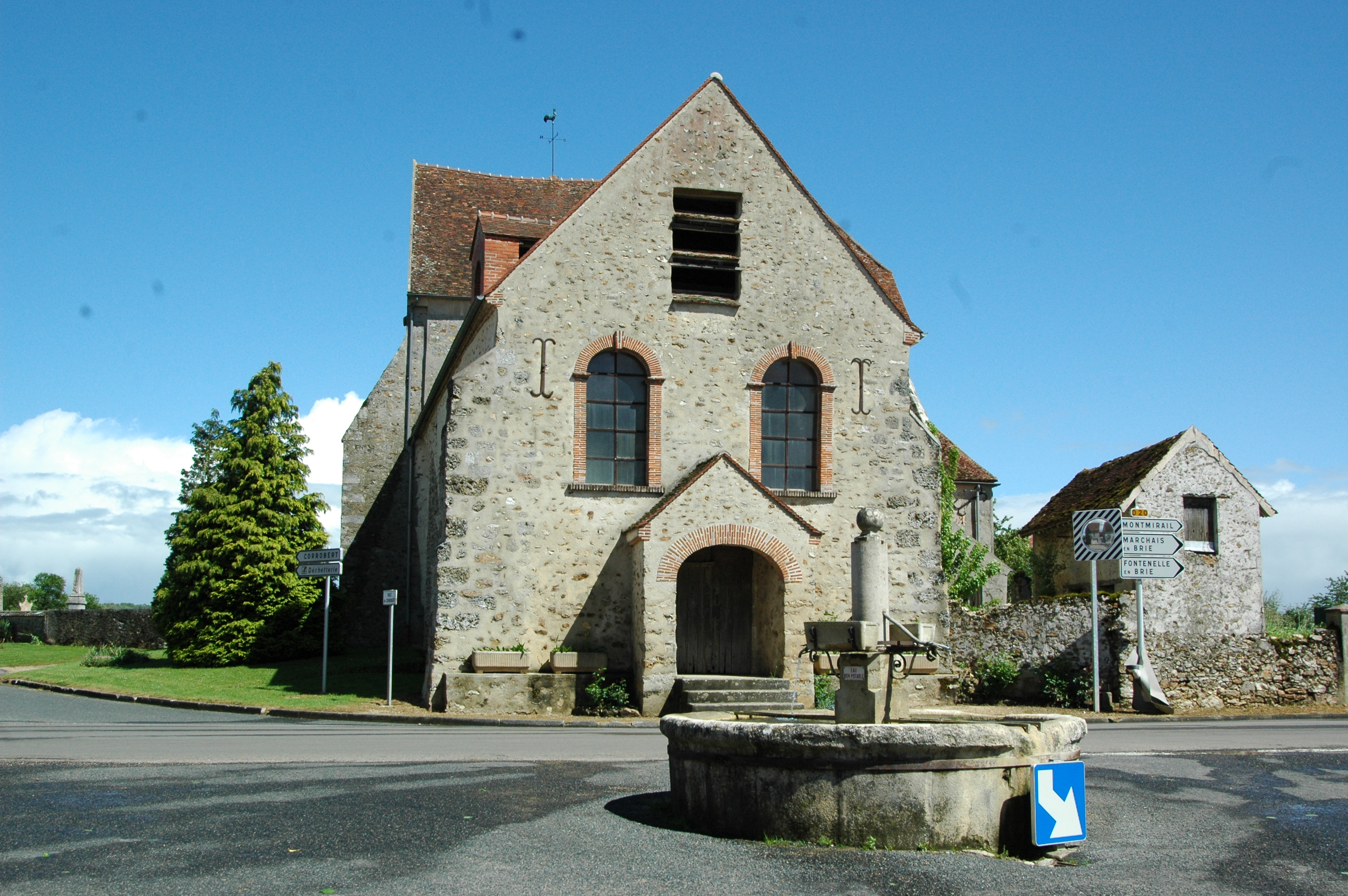
Kirche Saint-Pierre im Ortsteil Artonges
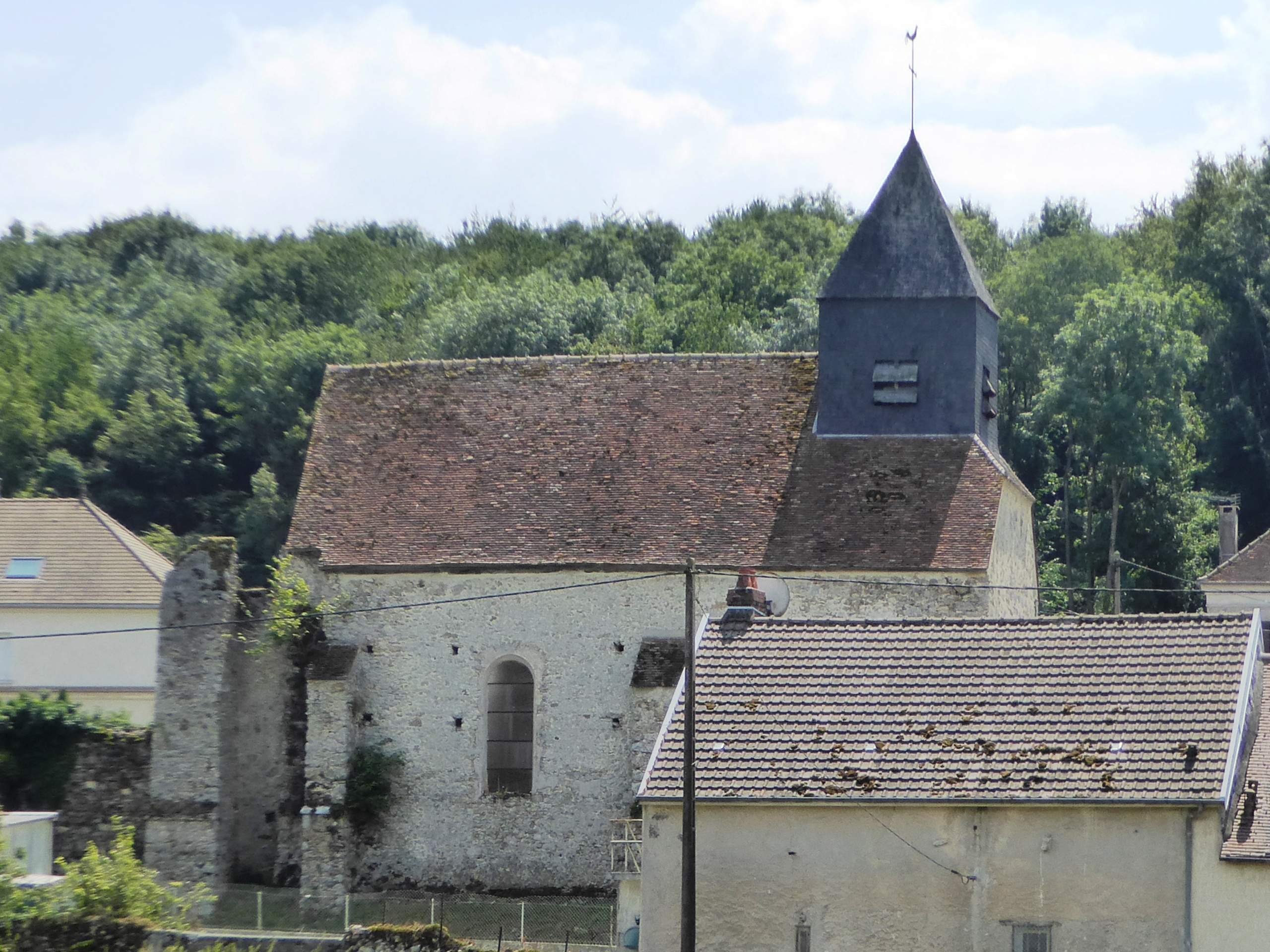
Kirche Saint-Martin im Ortsteil La Celle-sous-Montmirail
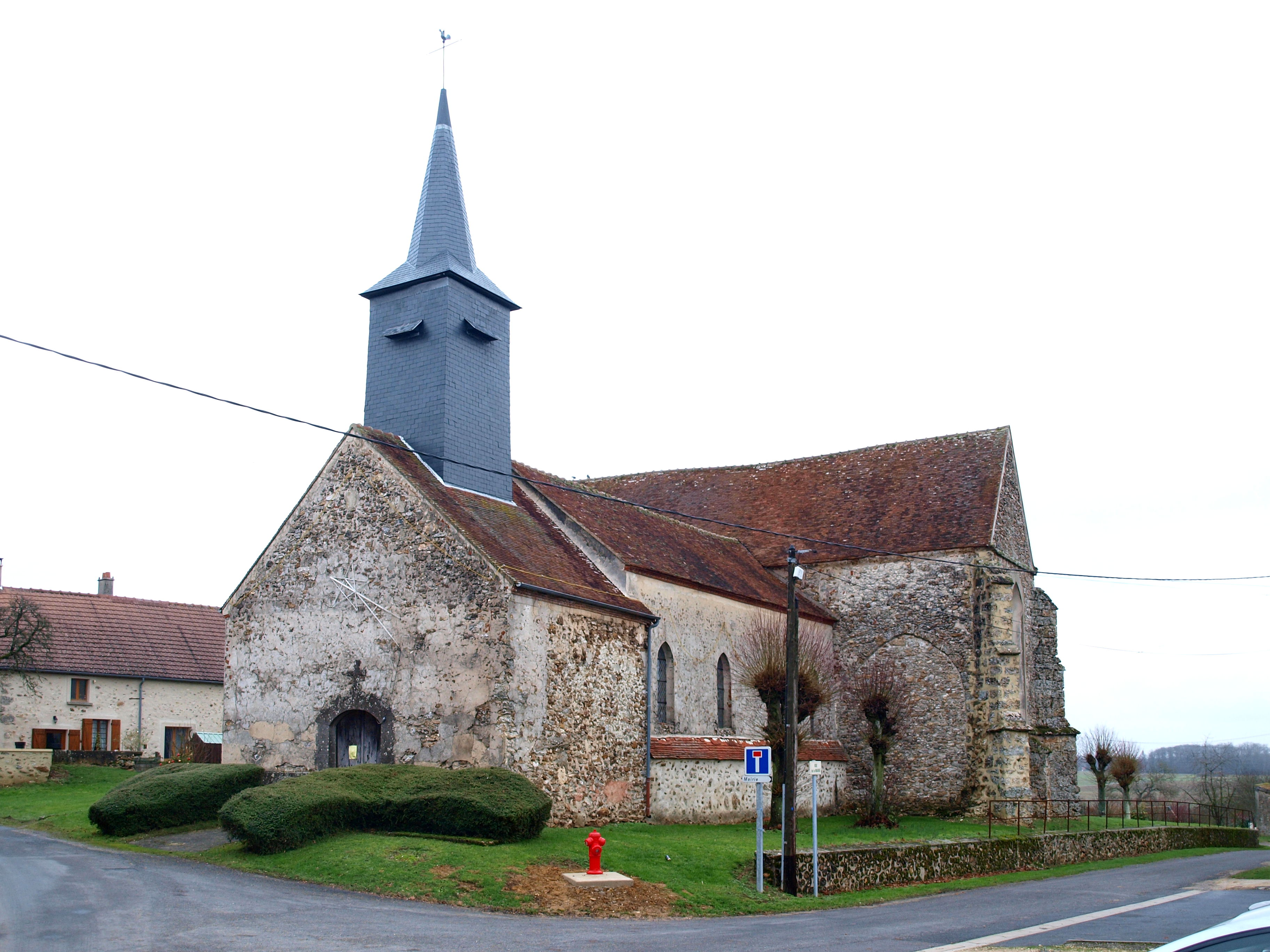
Kirche Saint-Thibaud im Ortsteil Fontenelle-en-Brie
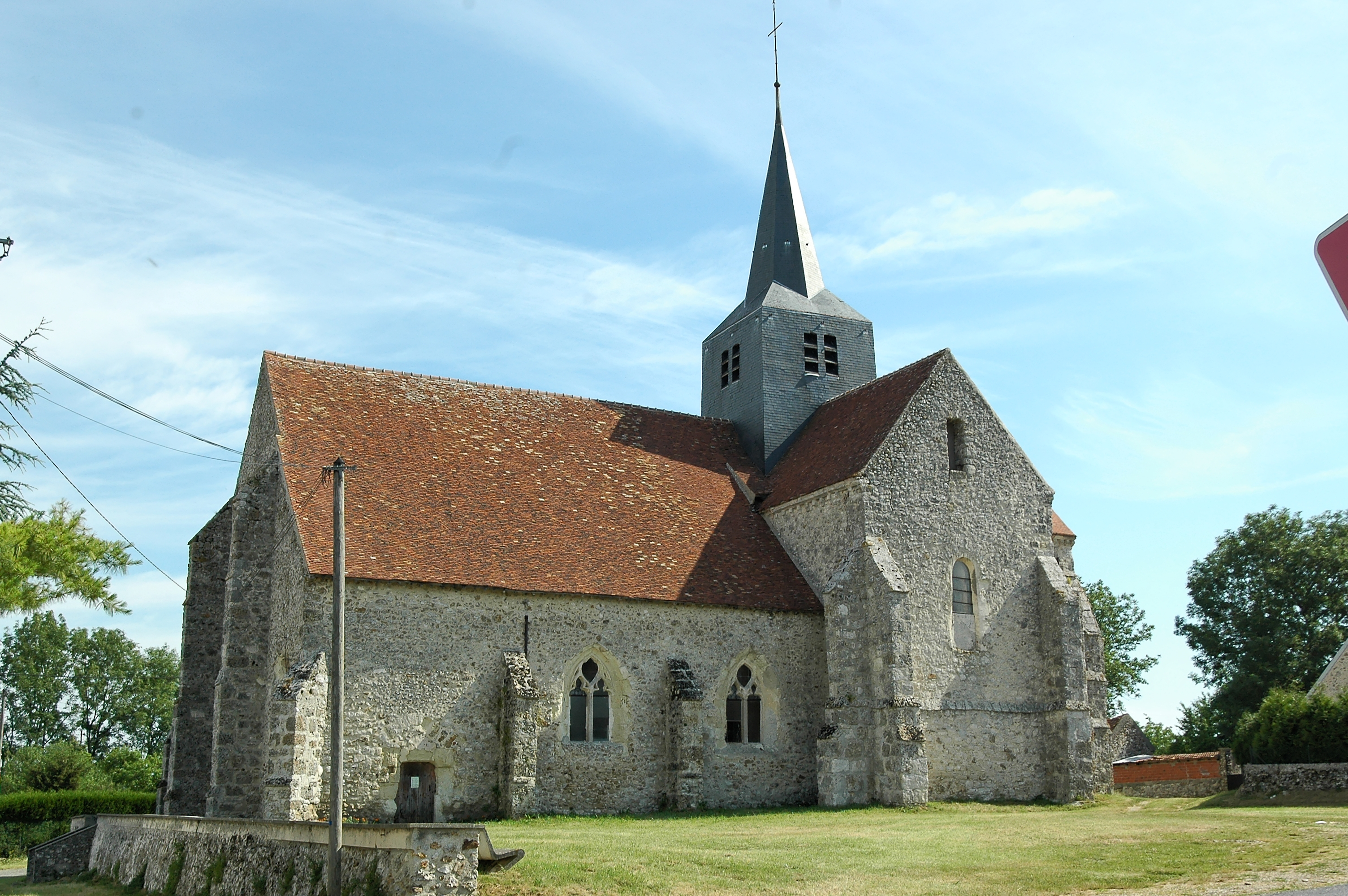
Kirche Saint-Martin im Ortsteil Marchais-en-Brie
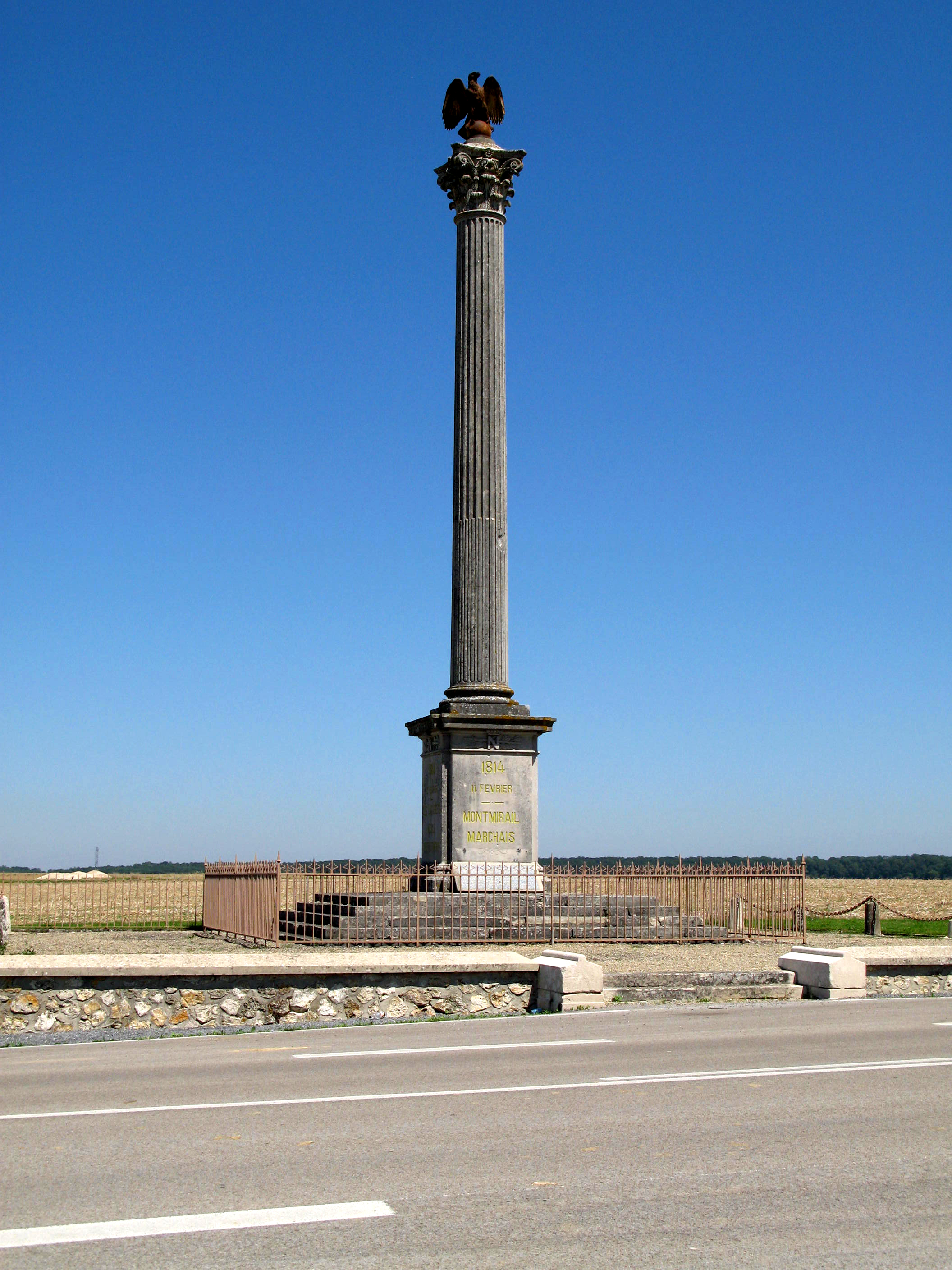
Napoleon-Säule
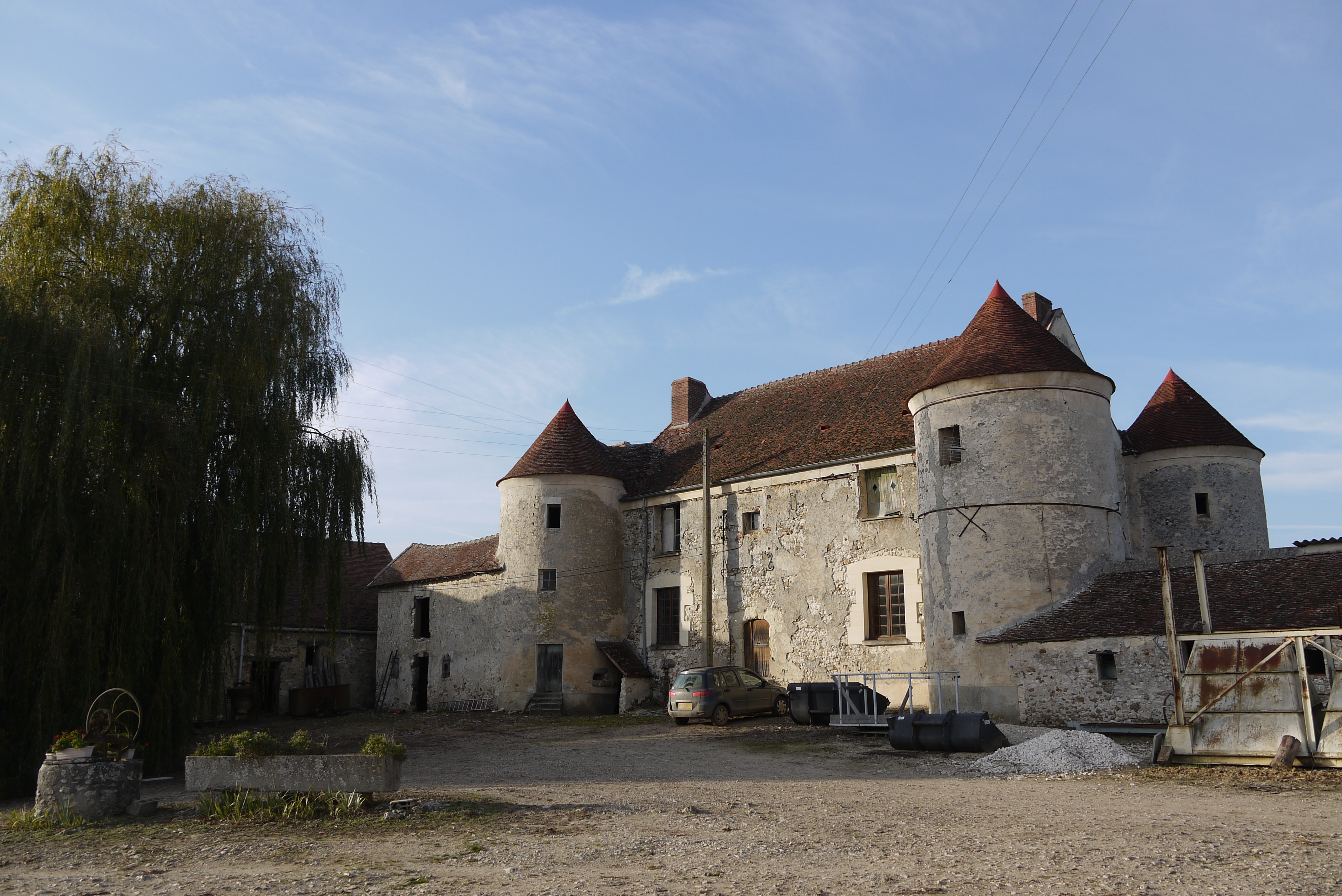
Gutshof Villefontaine